# Comuni del Friuli-Venezia Giulia
I comuni del Friuli-Venezia Giulia sono i comuni italiani presenti nella regione Friuli-Venezia Giulia e sono 215 (al 1º gennaio 2019).

I comuni del Friuli-Venezia Giulia

In seguito alla soppressione delle province del Friuli-Venezia Giulia avvenuta nel 2018, possono essere così suddivisi a soli fini statistici:
- 25 della ex provincia di Gorizia
- 50 della ex provincia di Pordenone
- 6 della ex provincia di Trieste
- 134 della ex provincia di Udine

## Lista (i dati relativi alla popolazione sono quelli risultanti dal censimento del 2011)
| Comune                        | Provincia | Popolazione |
| ----------------------------- | --------- | ----------- |
| Aiello del Friuli             | Udine     | 2 272       |
| Amaro                         | Udine     | 841         |
| Ampezzo                       | Udine     | 1 030       |
| Andreis                       | Pordenone | 282         |
| Aquileia                      | Udine     | 3 441       |
| Arba                          | Pordenone | 1 309       |
| Arta Terme                    | Udine     | 2 243       |
| Artegna                       | Udine     | 2 877       |
| Attimis                       | Udine     | 1 861       |
| Aviano                        | Pordenone | 9 025       |
| Azzano Decimo                 | Pordenone | 15 554      |
| Bagnaria Arsa                 | Udine     | 3 577       |
| Barcis                        | Pordenone | 261         |
| Basiliano                     | Udine     | 5 353       |
| Bertiolo                      | Udine     | 2 577       |
| Bicinicco                     | Udine     | 1 922       |
| Bordano                       | Udine     | 789         |
| Brugnera                      | Pordenone | 9 254       |
| Budoia                        | Pordenone | 2 552       |
| Buja                          | Udine     | 6 627       |
| Buttrio                       | Udine     | 4 039       |
| Camino al Tagliamento         | Udine     | 1 660       |
| Campoformido                  | Udine     | 7 679       |
| Campolongo Tapogliano         | Udine     | 1 210       |
| Caneva                        | Pordenone | 6 504       |
| Capriva del Friuli            | Gorizia   | 1 731       |
| Carlino                       | Udine     | 2 790       |
| Casarsa della Delizia         | Pordenone | 8 440       |
| Cassacco                      | Udine     | 2 911       |
| Castelnovo del Friuli         | Pordenone | 913         |
| Castions di Strada            | Udine     | 3 866       |
| Cavasso Nuovo                 | Pordenone | 1 606       |
| Cavazzo Carnico               | Udine     | 1 087       |
| Cercivento                    | Udine     | 696         |
| Cervignano del Friuli         | Udine     | 13 409      |
| Chions                        | Pordenone | 5 188       |
| Chiopris-Viscone              | Udine     | 620         |
| Chiusaforte                   | Udine     | 703         |
| Cimolais                      | Pordenone | 421         |
| Cividale del Friuli           | Udine     | 11 378      |
| Claut                         | Pordenone | 1 005       |
| Clauzetto                     | Pordenone | 390         |
| Codroipo                      | Udine     | 15 806      |
| Colloredo di Monte Albano     | Udine     | 2 231       |
| Comeglians                    | Udine     | 532         |
| Cordenons                     | Pordenone | 18 203      |
| Cordovado                     | Pordenone | 2 748       |
| Cormons                       | Gorizia   | 7 543       |
| Corno di Rosazzo              | Udine     | 3 269       |
| Coseano                       | Udine     | 2 247       |
| Dignano                       | Udine     | 2 389       |
| Doberdò del Lago              | Gorizia   | 1 441       |
| Dogna                         | Udine     | 192         |
| Dolegna del Collio            | Gorizia   | 390         |
| Drenchia                      | Udine     | 134         |
| Duino-Aurisina                | Trieste   | 8 586       |
| Enemonzo                      | Udine     | 1 351       |
| Erto e Casso                  | Pordenone | 387         |
| Faedis                        | Udine     | 3 014       |
| Fagagna                       | Udine     | 6 279       |
| Fanna                         | Pordenone | 1 556       |
| Farra d'Isonzo                | Gorizia   | 1 752       |
| Fiume Veneto                  | Pordenone | 11 486      |
| Fiumicello Villa Vicentina    | Udine     | 6 408       |
| Flaibano                      | Udine     | 1 197       |
| Fogliano Redipuglia           | Gorizia   | 3 052       |
| Fontanafredda                 | Pordenone | 11 537      |
| Forgaria nel Friuli           | Udine     | 1 826       |
| Forni Avoltri                 | Udine     | 642         |
| Forni di Sopra                | Udine     | 1 027       |
| Forni di Sotto                | Udine     | 620         |
| Frisanco                      | Pordenone | 645         |
| Gemona del Friuli             | Udine     | 11 141      |
| Gonars                        | Udine     | 4 790       |
| Gorizia                       | Gorizia   | 35 212      |
| Gradisca d'Isonzo             | Gorizia   | 6 528       |
| Grado                         | Gorizia   | 8 462       |
| Grimacco                      | Udine     | 374         |
| Latisana                      | Udine     | 13 647      |
| Lauco                         | Udine     | 784         |
| Lestizza                      | Udine     | 3 885       |
| Lignano Sabbiadoro            | Udine     | 6 447       |
| Lusevera                      | Udine     | 700         |
| Magnano in Riviera            | Udine     | 2 366       |
| Majano                        | Udine     | 6 051       |
| Malborghetto-Valbruna         | Udine     | 969         |
| Maniago                       | Pordenone | 11 818      |
| Manzano                       | Udine     | 6 581       |
| Marano Lagunare               | Udine     | 1 963       |
| Mariano del Friuli            | Gorizia   | 1 600       |
| Martignacco                   | Udine     | 6 796       |
| Medea                         | Gorizia   | 970         |
| Meduno                        | Pordenone | 1 674       |
| Mereto di Tomba               | Udine     | 2 709       |
| Moggio Udinese                | Udine     | 1 814       |
| Moimacco                      | Udine     | 1 648       |
| Monfalcone                    | Gorizia   | 29 641      |
| Monrupino                     | Trieste   | 881         |
| Montenars                     | Udine     | 558         |
| Montereale Valcellina         | Pordenone | 4 517       |
| Moraro                        | Gorizia   | 767         |
| Morsano al Tagliamento        | Pordenone | 2 865       |
| Mortegliano                   | Udine     | 5 045       |
| Moruzzo                       | Udine     | 2 391       |
| Mossa                         | Gorizia   | 1 659       |
| Muggia                        | Trieste   | 13 022      |
| Muzzana del Turgnano          | Udine     | 2 641       |
| Nimis                         | Udine     | 2 778       |
| Osoppo                        | Udine     | 3 006       |
| Ovaro                         | Udine     | 2 010       |
| Pagnacco                      | Udine     | 5 044       |
| Palazzolo dello Stella        | Udine     | 3 008       |
| Palmanova                     | Udine     | 5 409       |
| Paluzza                       | Udine     | 2 372       |
| Pasian di Prato               | Udine     | 9 375       |
| Pasiano di Pordenone          | Pordenone | 7 843       |
| Paularo                       | Udine     | 2 737       |
| Pavia di Udine                | Udine     | 5 698       |
| Pinzano al Tagliamento        | Pordenone | 1 567       |
| Pocenia                       | Udine     | 2 595       |
| Polcenigo                     | Pordenone | 3 176       |
| Pontebba                      | Udine     | 1 503       |
| Porcia                        | Pordenone | 15 251      |
| Pordenone                     | Pordenone | 50 583      |
| Porpetto                      | Udine     | 2 650       |
| Povoletto                     | Udine     | 5 572       |
| Pozzuolo del Friuli           | Udine     | 6 880       |
| Pradamano                     | Udine     | 3 536       |
| Prata di Pordenone            | Pordenone | 8 451       |
| Prato Carnico                 | Udine     | 927         |
| Pravisdomini                  | Pordenone | 3 471       |
| Precenicco                    | Udine     | 1 484       |
| Premariacco                   | Udine     | 4 187       |
| Preone                        | Udine     | 266         |
| Prepotto                      | Udine     | 809         |
| Pulfero                       | Udine     | 1 033       |
| Ragogna                       | Udine     | 3 023       |
| Ravascletto                   | Udine     | 560         |
| Raveo                         | Udine     | 508         |
| Reana del Rojale              | Udine     | 5 032       |
| Remanzacco                    | Udine     | 6 066       |
| Resia                         | Udine     | 1 091       |
| Resiutta                      | Udine     | 315         |
| Rigolato                      | Udine     | 502         |
| Rive d'Arcano                 | Udine     | 2 479       |
| Rivignano Teor                | Udine     | 6 403       |
| Romans d'Isonzo               | Gorizia   | 3 702       |
| Ronchi dei Legionari          | Gorizia   | 11 960      |
| Ronchis                       | Udine     | 2 054       |
| Roveredo in Piano             | Pordenone | 5 779       |
| Ruda                          | Udine     | 2 995       |
| Sacile                        | Pordenone | 19 897      |
| Sagrado                       | Gorizia   | 2 236       |
| San Canzian d'Isonzo          | Gorizia   | 6 309       |
| San Daniele del Friuli        | Udine     | 8 072       |
| San Dorligo della Valle       | Trieste   | 5 912       |
| San Floriano del Collio       | Gorizia   | 798         |
| San Giorgio della Richinvelda | Pordenone | 4 530       |
| San Giorgio di Nogaro         | Udine     | 7 681       |
| San Giovanni al Natisone      | Udine     | 6 117       |
| San Leonardo                  | Udine     | 1 161       |
| San Lorenzo Isontino          | Gorizia   | 1 548       |
| San Martino al Tagliamento    | Pordenone | 1 496       |
| San Pier d'Isonzo             | Gorizia   | 2 019       |
| San Pietro al Natisone        | Udine     | 2 223       |
| San Quirino                   | Pordenone | 4 274       |
| San Vito al Tagliamento       | Pordenone | 15 011      |
| San Vito al Torre             | Udine     | 1 333       |
| San Vito di Fagagna           | Udine     | 1 682       |
| Santa Maria la Longa          | Udine     | 2 417       |
| Sappada                       | Udine     | 1 315       |
| Sauris                        | Udine     | 419         |
| Savogna                       | Udine     | 482         |
| Savogna d'Isonzo              | Gorizia   | 1 727       |
| Sedegliano                    | Udine     | 3 937       |
| Sequals                       | Pordenone | 2 221       |
| Sesto al Reghena              | Pordenone | 6 319       |
| Sgonico                       | Trieste   | 2 077       |
| Socchieve                     | Udine     | 941         |
| Spilimbergo                   | Pordenone | 11 902      |
| Staranzano                    | Gorizia   | 7 199       |
| Stregna                       | Udine     | 398         |
| Sutrio                        | Udine     | 1 371       |
| Taipana                       | Udine     | 679         |
| Talmassons                    | Udine     | 4 144       |
| Tarcento                      | Udine     | 9 095       |
| Tarvisio                      | Udine     | 4 577       |
| Tavagnacco                    | Udine     | 14 262      |
| Terzo di Aquileia             | Udine     | 2 881       |
| Tolmezzo                      | Udine     | 10 570      |
| Torreano                      | Udine     | 2 213       |
| Torviscosa                    | Udine     | 2 969       |
| Tramonti di Sopra             | Pordenone | 358         |
| Tramonti di Sotto             | Pordenone | 410         |
| Trasaghis                     | Udine     | 2 298       |
| Travesio                      | Pordenone | 1 814       |
| Treppo Grande                 | Udine     | 1 741       |
| Treppo Ligosullo              | Udine     | 784         |
| Tricesimo                     | Udine     | 7 609       |
| Trieste                       | Trieste   | 202 123     |
| Trivignano Udinese            | Udine     | 1 689       |
| Turriaco                      | Gorizia   | 2 780       |
| Udine                         | Udine     | 98 287      |
| Vajont                        | Pordenone | 1 715       |
| Valvasone Arzene              | Pordenone | 3 967       |
| Varmo                         | Udine     | 2 830       |
| Venzone                       | Udine     | 2 230       |
| Verzegnis                     | Udine     | 906         |
| Villa Santina                 | Udine     | 2 222       |
| Villesse                      | Gorizia   | 1 717       |
| Visco                         | Udine     | 775         |
| Vito d'Asio                   | Pordenone | 818         |
| Vivaro                        | Pordenone | 1 399       |
| Zoppola                       | Pordenone | 8 419       |
| Zuglio                        | Udine     | 1042        |

## Modifiche recenti
Con L.R. n. 8 del 1º agosto 2008 è stato istituito, a decorrere dal 1º gennaio 2009, il comune di Campolongo Tapogliano, mediante la fusione dei comuni di Campolongo al Torre e Tapogliano.
Con L.R. n. 1 del 7 febbraio 2013 è stato istituito, a decorrere dal 1º gennaio 2014, il comune di Rivignano Teor, mediante la fusione dei comuni di Rivignano e Teor.
Con L.R. n. 20 del 5 novembre 2014 è stato istituito, a decorrere dal 1º gennaio 2015, il comune di Valvasone Arzene, mediante la fusione dei comuni di Valvasone e Arzene.
Con L.R. n 20 del 9 dicembre 2016 sono state soppresse le province, con decorrenza 1º ottobre 2017 per quanto riguarda quelle di Trieste, Gorizia e Pordenone e 1º gennaio 2019 per quella di Udine.
Con L. n. 182 del 5 dicembre 2017, in vigore dal 16 dicembre 2017, il comune di Sappada è passato dal Veneto (provincia di Belluno) al Friuli-Venezia Giulia (provincia di Udine).
Con le leggi regionali n. 47 e 48 del 28 dicembre 2017 sono stati istituiti, a decorrere dal 1º febbraio 2018, il comune di Fiumicello Villa Vicentina (mediante la fusione dei comuni di Fiumicello e Villa Vicentina) e il comune di Treppo Ligosullo (mediante la fusione dei comuni di Ligosullo e Treppo Carnico).